# Miyaviuta
miyaviuta ~Dokusō~ (雅-みやびうた-歌～独奏～?) è il quinto album del cantante giapponese miyavi.
L'album è interamente realizzato dal solo miyavi, come specificato dal sottotitolo dokusō (独奏? "assolo"), ed è stato pubblicato dalla label major Universal il 13 settembre 2006 in Giappone in un'unica edizione in confezione jewel case.

## Tracce
Tutti i brani sono testo e musica di miyavi.
1. Jikoai, Jigajisan, Jiishiki, Kajou (Instrumental) (自己愛、自画自賛、自意識過剰 (Instrumental)) 1:00
2. Selfish Love -Aishitekure, Aishiteru Kara- (Selfish love –愛してくれ、愛してるから–) 3:04
3. Please, Please, Please (プリーズ、プリーズ、プリーズ。) 3:10
4. Dear My Love... 4:00
5. Boku wa Shitteru (僕は知ってる。) 4:23
6. How to Love 2:51
7. Baka na Hito (バカな人) 4:22
8. Kimi ni Funky Monkey Vibration (君にファンキーモンキーバイヴレーション) 2:52
9. We Love You -Sekai wa Kimi wo Aishiteru- (We love you ～世界は君を愛してる～) 4:52
10. "Aishiteru" Kara Hajime You ("愛してる"からはじめよう) 3:12
11. Jiko Shijou Shugisha no Nare no Hate (Instrumental) (自己至上主義者の成れの果て (Instrumental)) 2:02
12. Are You Ready to Love? 3:47